# Statečná autíčka
Statečná autíčka také Hrdinové velkoměsta (švédsky Stadens Hjältar) je švédský, počítačově animovaný seriál pro předškolní děti. Ve Městě aut řeší policejní auto Pavlík a hasičské auto Hanička různé případy a nehody.
Seriál měl premiéru v roce 2009 a vysílá se v 70 zemích světa. První řadu napsali švédští, druhou řadu američtí scenáristé.

## Postavy
V seriálu se vyskytuje větší množství postav, většinou auta a další dopravní prostředky, kromě nich jsou mezi hlavními protagonisty i dva mluvící ptáci a zvířata ze ZOO.
- Hanička, požární auto
- Pavlík, policejní auto
- hlásnice Alice, amplion, operátor záchranářské základny
- pták Pohromák, smolař
- vytuněný Harry, sportovní auto, uličník
- Robůtek Chobůtek, multifunkční pracovní stroj
- Vilda, vysokozdvižný vozík
- Terka, parádivý skútr
- Žofka, náklaďák, chovatelka v ZOO
- Tommy, odtahové auto, skot, rád vypráví o svém dědečkovi
- teta Květa, starší auto
- pan Starosta, auto s kloboukem
- Klaudynka, čtyřkolka
- letadlo Létající Lenka
- vrtulník Toník
- Pierre Preclík, pekař
- Frankie, zelinař
- traktor Viktor
- popelářské auto Čestmír
- poštovní auto Rosťa
- pan Páreček, pták prodávající párky
- kapitán Fred, rybářská loď
- lokomotiva Iva
- Bagřík

a další

## Seznam epizod

### 1. řada
1. Mapa k pokladu
2. Horkovzdušný balón
3. Velké vlakové dobrodružství
4. Trable táborníků
5. Večírek s odpadky
6. Velký koncert
7. Rybář Fred v nebezpečných vodách
8. Vodní záhada
9. Neznámý zloděj
10. Haniččin volný den
11. Pohromákův nešťastný den
12. Hledá se tygr
13. Letoun zmizel
14. Auto – přízrak
15. Praštěný Štěpán přijíždí do města
16. Hladový krokodýl
17. Bouřlivé počasí
18. Přátelé navěky
19. Heryho nebezpečné vtípky
20. Tajná krabice
21. Filmaři
22. Zmrzlinový stánek hoří
23. Zmizelý poklad
24. Klaudinka a minicirkus
25. Zapomenuté narozeniny
26. Závod

### 2. řada
1. Klub obchodních přátel
2. Alicin Poplach
3. Výměna rolí
4. Statečný pomocník
5. Planý poplach
6. Pohromákovo štěstí
7. Na špatné koleji
8. Pomíchaná pošta
9. Starostovo poslání
10. Mořská příšera
11. Zlomyslný žert
12. Příšerný kamión
13. Náhradník
14. Rosťovo zpoždění
15. Sto koček
16. Robůtkovo zdokonalení
17. Policejní fraška
18. Nejlepší město na světě
19. Zahradní zloděj
20. Bagřík pomáhá
21. Tajný klub
22. Plechovka s olejem
23. Talentová šou
24. Směj se
25. Nejužitečnější občan
26. Simulace